# Marina Hanke

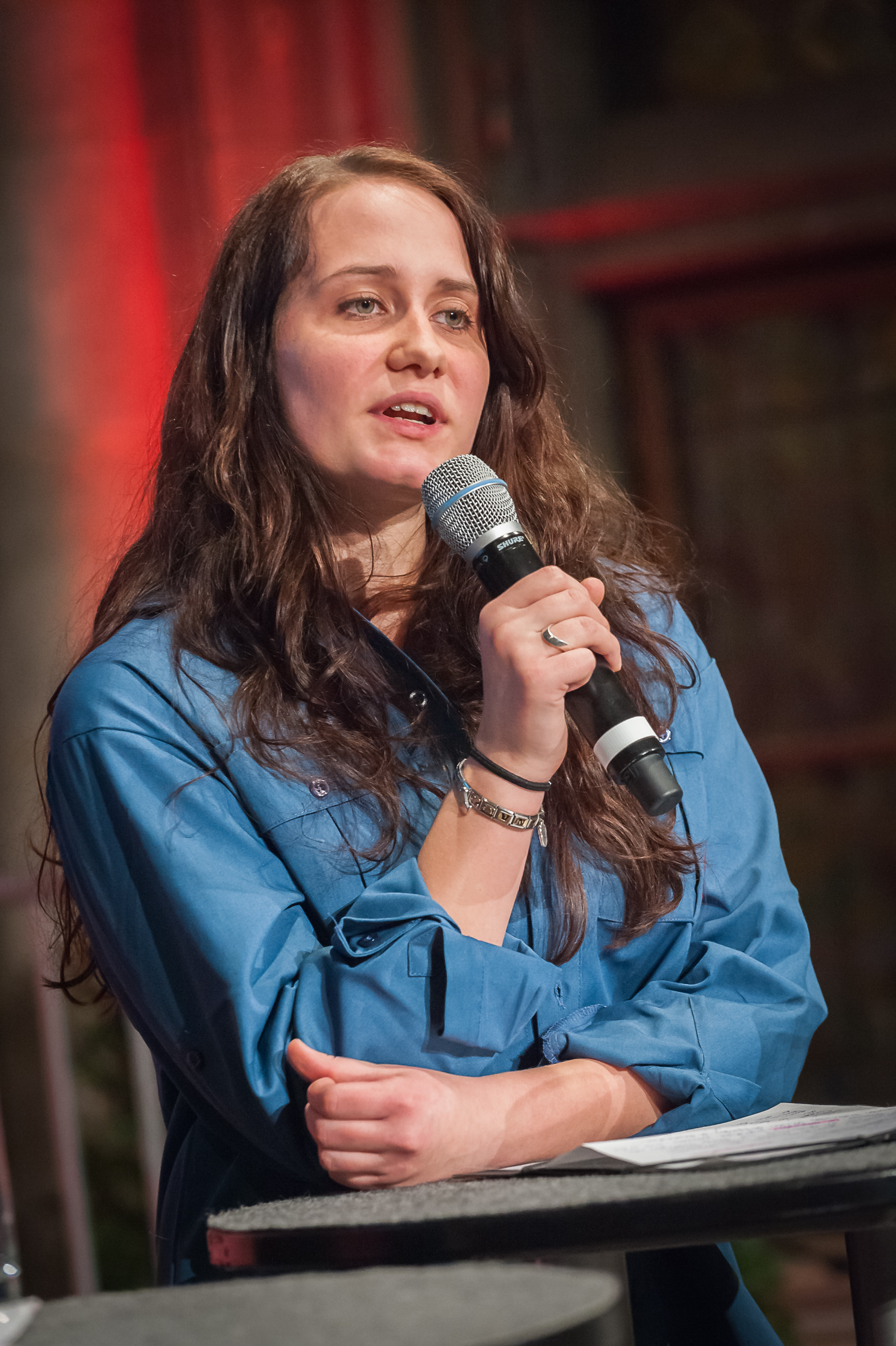
Marina Hanke (2014)

Marina Hanke (* 9. Mai 1990 in Wien) ist eine österreichische Politikerin (SPÖ) und Abgeordnete zum Wiener Landtag bzw. Mitglied des Wiener Gemeinderates. Seit April 2019 ist sie Vorsitzende der Wiener SPÖ Frauen.

## Ausbildung
Marina Hanke hat 2012 das Studium der Politikwissenschaft an der Universität Wien abgeschlossen.

## Politik und Funktionen
Sie begann ihre politische Laufbahn 2005 in der Sozialistischen Jugend Wien. 2012 wurde sie deren Vorsitzende. Seit 2013 ist sie Bezirksrätin in Floridsdorf. Am 24. November 2015 wurde sie als Abgeordnete zum Wiener Landtag bzw. Mitglied des Wiener Gemeinderates angelobt.
Am 6. April 2019 folgte sie Renate Brauner als Vorsitzende der Wiener SPÖ-Frauen nach. Renate Brauner wurde Vorsitzende der bundesweiten Frauenorganisation der SPÖ. Marina Hanke war die einzige Kandidatin. 
Sie ist nicht mit SPÖ-Politiker Peter Hanke verwandt.